# Municipio de Loretta
El municipio de Loretta (en inglés: Loretta Township) es un municipio ubicado en el condado de Grand Forks en el estado estadounidense de Dakota del Norte. En el año 2010 tenía una población de 50 habitantes y una densidad poblacional de 0,53 personas por km².

## Geografía
El municipio de Loretta se encuentra ubicado en las coordenadas 47°42′57″N 97°49′5″O / 47.71583, -97.81806. Según la Oficina del Censo de los Estados Unidos, el municipio tiene una superficie total de 93.6 km², de la cual 93,6 km² corresponden a tierra firme y (0 %) 0 km² es agua.

## Demografía
Según el censo de 2010, había 50 personas residiendo en el municipio de Loretta. La densidad de población era de 0,53 hab./km². De los 50 habitantes, el municipio de Loretta estaba compuesto por el 100 % blancos. Del total de la población el 0 % eran hispanos o latinos de cualquier raza.